# Момоа, Джейсон
Джо́зеф Дже́йсон Намаке́аха Момо́а (англ. Joseph Jason Namakaeha Momoa; род. 1 августа 1979, Гонолулу, Гавайи) — американский актёр, режиссёр, сценарист и продюсер гавайского происхождения.

## Биография
Момоа родился 1 августа 1979 года в Гонолулу, Гавайи, в семье Кони (Лемке), фотографа, и Джозефа Момоа, художника. Его отец — коренной гаваец по происхождению, а сам он идентифицирует себя как имеющий происхождение по материнской линии от пауни, наряду с немецким и ирландским наследием. Он вырос в Норуолке, Айова, под опекой матери.
В 1998 году Момоа был замечен дизайнером Эриком Чандлером и Такэо Кобаяси, которые способствовали его модельной карьере. В 19 лет он также работал неполный рабочий день в магазине для серфингистов, после чего получил роль Джейсона Йоана в 10—11 сезонах (1999—2001) в драматическом сериале «Спасатели Малибу».
В 2004 году вышел фильм с его участием «Каникулы семьи Джонсонов». С 2005 года снимался в телесериале «Звёздные врата: Атлантида» в роли Ронона Декса. В 2007 году сыграл главную роль в фильме Джордана Алана «Канал», а в 2010 году вошёл в актёрский состав стартовавшего тогда сериала «Игра престолов». В 2011 году сыграл главную роль в очередной экранизации «Конана-варвара». В 2016—2017 годах снялся в главной роли — траппера Деклана Харпа — в канадском историко-приключенческом сериале «Граница», посвящённом соперничеству британской Компании Гудзонова залива с французскими и американскими торговцами шкур в конце XVIII века.
В июле 2018 года Момоа получил роль в постапокалиптическом драматическом сериале «Видеть». В феврале 2019 года он получил роль Дункана Айдахо в фильме Дени Вильнёва «Дюна». В феврале 2020 года Момоа появился в рекламном ролике Rocket Mortgage для Super Bowl LIV. Он также появился в тизере «Scary Little Green Men» Оззи Осборна с его альбома Ordinary Man.
В ноябре 2021 года в сети появился видеоролик с актёром в главной роли для экранизации «Ворона». На тот момент Джейсон Момоа уже объявил об уходе из проекта. В апреле 2022 года появилась информация о том, что главную роль в новой версии культовой ленты сыграет Билл Скарсгард.

## Личная жизнь
В 2005 году Момоа начал встречаться с актрисой, Лизой Боне. В октябре 2017 года они поженились. Его падчерица — актриса Зои Кравиц, которую Момоа считает своим ребёнком. Также у Момоа и Лизы есть двое детей: дочь Лола Айолани Момоа (родилась 23 июля 2007) и сын Накоа-Вулф Манакоапо Намакеаха Момоа (родился 15 декабря 2008). В январе 2022 года стало известно, что пара распалась. 21 мая 2024 года в Instagram было подтверждено, что Момоа состоит в отношениях с актрисой Адрией Архоной.
Момоа является поклонником музыки хэви-метал.
Тату
У Момоа множество татуировок, в том числе полурукав на левом предплечье — дань уважения богу Aumakua.

## Фильмография
| Год       |     | Русское название                                   | Оригинальное название                           | Роль                          |
| --------- | --- | -------------------------------------------------- | ----------------------------------------------- | ----------------------------- |
| 1999—2001 | с   | Спасатели Малибу                                   | Baywatch                                        | Джейсон Иоэйн                 |
| 2003      | тф  | Гавайская свадьба                                  | Baywatch: Hawaiian Wedding                      | Джейсон Иоэйн                 |
| 2003      | тф  | Соблазненная                                       | Tempted                                         | Кала                          |
| 2004      | ф   | Каникулы Джонсонов                                 | Johnson Family Vacation                         | Наварро                       |
| 2004—2005 | с   | Северный берег                                     | North Shore                                     | Фрэнки Сью                    |
| 2005—2009 | с   | Звёздные врата: Атлантида                          | Stargate: Atlantis                              | Ронон Декс                    |
| 2007      | ф   | Канал                                              | Pipeline                                        | Кай                           |
| 2009      | с   | Игра                                               | The Game                                        | Роман                         |
| 2010      | кор | Дневники коричневой сумки: Езда на слепых Си минор | Brown Bag Diaries: Ridin' the Blinds in B Minor | Майки                         |
| 2011      | с   | В кубе 3D                                          | In the Qube 3D                                  | Джейсон                       |
| 2011      | ф   | Конан-варвар                                       | Conan the Barbarian                             | Конан                         |
| 2011—2012 | с   | Игра престолов                                     | Game of Thrones                                 | Кхал Дрого                    |
| 2012      | ф   | Неудержимый                                        | Bullet to the Head                              | Киган                         |
| 2014      | ф   | Путь в Палому                                      | Road to Paloma                                  | Волк                          |
| 2014      | с   | Пьяная история                                     | Drunk History                                   | Джим Торп                     |
| 2014      | ф   | Волки                                              | Wolves                                          | Коннор                        |
| 2014      | ф   | Отладка                                            | Debug                                           | Йэм                           |
| 2014—2015 | с   | Красная дорога                                     | The Red Road                                    | Филлип Копус                  |
| 2015      | ф   | Сахарная гора                                      | Sugar Mountain                                  | Джо Брайт                     |
| 2016      | ф   | Плохая партия                                      | The Bad Batch                                   | Джо                           |
| 2016      | ф   | Бэтмен против Супермена: На заре справедливости    | Batman v Superman: Dawn of Justice              | Артур Карри / Аквамен         |
| 2016—2018 | с   | Граница                                            | Frontier                                        | Деклан Харп                   |
| 2017      | ф   | Его собачье дело                                   | Once Upon a Time in Venice                      | Паук                          |
| 2017      | ф   | Лига справедливости                                | Justice League                                  | Артур Карри / Аквамен         |
| 2018      | ф   | Дикий                                              | Braven                                          | Джо Брейвен                   |
| 2018      | ф   | Аквамен                                            | Aquaman                                         | Артур Карри / Аквамен         |
| 2019      | мф  | Лего. Фильм 2                                      | The Lego Movie 2: The Second Part               | Артур Карри / Аквамен         |
| 2019—2022 | с   | Видеть                                             | See                                             | Баба Восc                     |
| 2021      | ф   | Лига справедливости Зака Снайдера                  | Zack Snyder's Justice League                    | Артур Карри / Аквамен         |
| 2021      | ф   | Малышка                                            | Sweet Girl                                      | Купер                         |
| 2021      | ф   | Дюна                                               | Dune                                            | Дункан Айдахо                 |
| 2022      | с   | Миротворец                                         | Peacemaker                                      | Артур Карри / Аквамен         |
| 2022      | ф   | Последняя охота                                    | The Last Manhunt                                | Большой Джим                  |
| 2022      | ф   | Страна снов                                        | Slumberland                                     | Флип Подбрасыватель           |
| 2023      | ф   | Форсаж 10                                          | Fast X                                          | Данте Рейес                   |
| 2023      | ф   | Флэш                                               | The Flash                                       | Артур Карри / Аквамен (камео) |
| 2023      | ф   | Аквамен и потерянное царство                       | Aquaman and the Lost Kingdom                    | Артур Карри / Аквамен         |
| 2024      | ф   | Каскадёры                                          | The Fall Guy                                    | в роли самого себя            |
| 2025      | ф   | Minecraft в кино                                   | A Minecraft Movie                               | Гаррет «Мусорщик» Гаррисон    |
| 2025      | с   | Вождь войны                                        | Chief of War                                    | Каиана                        |
| 2026      | ф   | Друзья-животные                                    | Animal Friends                                  |                               |
| 2026      | ф   | Супергёрл                                          | Supergirl                                       | Лобо                          |
| 2026      | ф   | Дюна: Часть третья                                 | Dune: Part Three                                | Дункан Айдахо                 |
| 2027      | ф   | Форсаж 11                                          | Fast X: Part II                                 | Данте Рейес                   |
|           | ф   | В руке Данте                                       | In the Hand of Dante                            |                               |

## Награды и номинации
| Награды и номинации | Награды и номинации            | Награды и номинации                             | Награды и номинации | Награды и номинации | Награды и номинации |
| Год                 | Награда                        | Категория                                       | Фильм или сериал    | Результат           | Примечания          |
| ------------------- | ------------------------------ | ----------------------------------------------- | ------------------- | ------------------- | ------------------- |
| 2011                | CinemaCon                      | Восходящая звезда                               |                     | Победа              |                     |
| 2012                | Премия Гильдии киноактёров США | Лучший актёрский состав в драматическом сериале | Игра престолов      | Номинация           |                     |